# Insulele Oki
Insulele Oki (隠岐諸島 Oki-shotō?, sau 隠岐群島 Oki-guntō) sunt un arhipelag în Marea Japoniei. Administrativ, toate insulele fac parte din districtul Oki în prefectura Shimane. Din 16 insule doar 4 sunt populate.

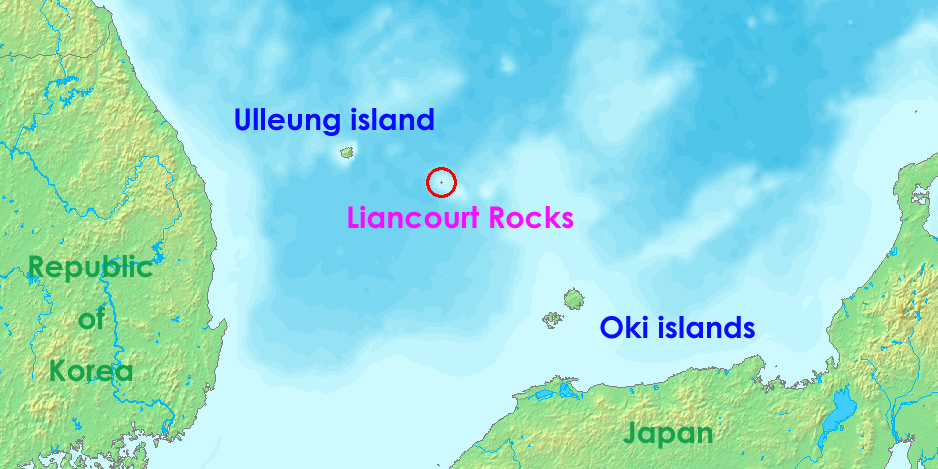
Locație

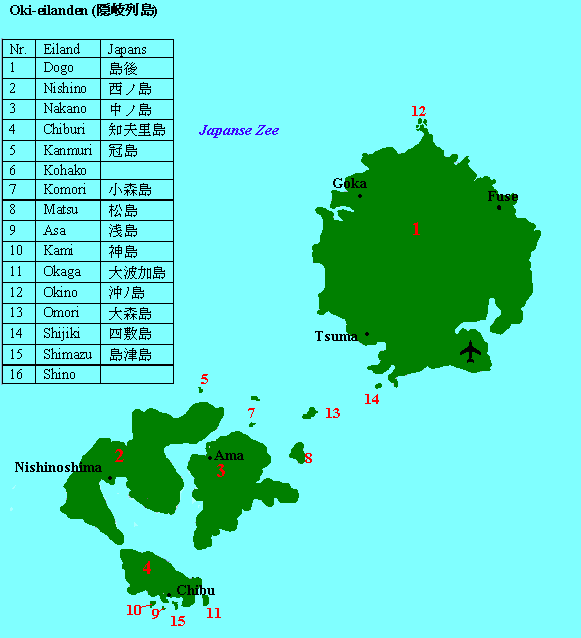
Insulele Oki

Arhipelagul cuprinde următoarele insule populate:
- Dōgo (ja) (島後?)
- Nishinoshima (ja) (西ノ島?)
- Nakanoshima (ja) (中ノ島?)
- Chiburijima (ja) (知夫里島?)